# 大德沃尔市镇
大德沃尔市镇（俄语：Муниципальное образование «Великодворское»）是俄罗斯联邦沃洛格达州托季马区所属的一个市镇。其下辖有9个居民点，行政中心为大德沃尔。据2015年统计，该市镇的人口为636人。